# Anamorf (schimmel)

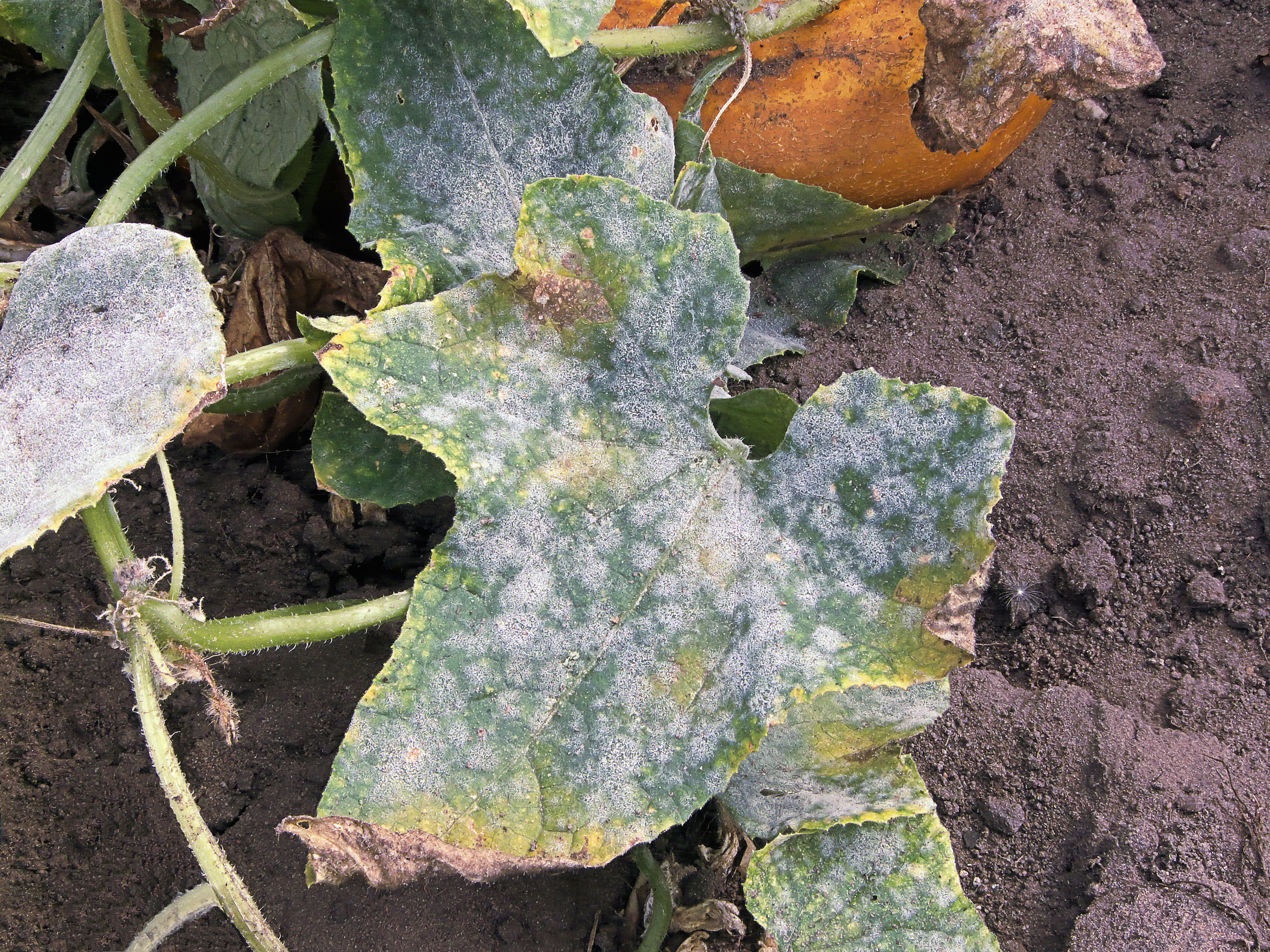
Zonnebloemmeeldauw op komkommer

Anamorf is de ongeslachtelijke fase (het anamorfe of imperfecte stadium) van een schimmel, die bij ascomyceten voorkomt. Teleomorf is de geslachtelijke fase van de schimmel.
Gezien teleomorf en anamorf uiterlijk op geen enkele wijze op elkaar lijken was het tot ver in de 20e eeuw vaak niet mogelijk een koppeling te zien tussen de beide stadia. Dit heeft tot de vreemde, maar tot vandaag taxonomisch geaccepteerde situatie geleid dat twee verschillende levensstadia van een en dezelfde schimmel in verschillende 'soorten' ingedeeld werden en daarmee ook verschillende namen kregen. Zo is de geslachtelijke verschijningsvorm van de kerosineschimmel bijvoorbeeld onder de naam Amorphotheca resinae bekend terwijl Hormoconis resinae het ongeslachtelijke stadium voorstelt. Met behulp van  moleculair genetische methoden wordt echter bij steeds meer van deze 'soorten' de koppeling ontdekt, zodat de vroegere indeling van het ongeslachtelijke stadium in een eigen afdeling, de Fungi imperfecti (Deuteromycota), overbodig is geworden.
Wanneer sommige schimmels op een voedingsbodem worden gekweekt, kan eenzelfde mycelium verschillende aseksuele stadia of anamorfen ontwikkelen. Dit verschijnsel wordt synanamorfie genoemd en komt onder andere voor bij huidafbrekende schimmels of dermatofyten.